# Diaphorus hirsutipes
Diaphorus hirsutipes är en tvåvingeart som beskrevs av Becker 1922. Diaphorus hirsutipes ingår i släktet Diaphorus och familjen styltflugor. Inga underarter finns listade i Catalogue of Life.